# Jaromír Jágr
Jaromír Jágr (Kladno, 1972. február 15. –) profi jobbszélső cseh jégkorongozó. Számtalan National Hockey League rekord és trófea tulajdonosa. Kétszeres Stanley-kupa-győztes, egyszeres olimpiai és kétszeres világbajnok (tagja a Tripla Arany Klubnak).

## Karrier
Komolyabb junior karrierjét a cseh junior ligában kezdte 1984-ben a HC Kladno junior tagozatában. 1988-ig játszott itt majd 16 évesen bemutatkozott a felnőttek között. 1990-ig volt a csapat tagja. Az 1990-es NHL-drafton a Pittsburgh Penguins választotta ki az első kör ötödik helyén. Első két NHL-es szezonjában még nem érte el a pont/mérkőzés átlagot. Viszont 1991-ben és 1992-ben ő is nagyban hozzá járult a Penguins Stanley-kupa győzelméhez. A következő két szezonban már 94 és 99 pontot szerzett de a csapat nem tudott több kupát nyerni. Az 1994–1995-ös szezon csonka szezon volt az NHL-ben a bérvita miatt. Ám ebben a szezonban egyénileg felért a csúcsra. Megnyerte a pontkirálynak járó Art Ross-trófeát és jelölték alapszakasz MVP-nek (Hart-emlékkupa). A szezon többi részét hazája valamit az olasz, az alpesi és a német másodosztály ligáiban töltötte. A német csapatban csak egy mérkőzést játszott ám azon egy gólt ütött és tíz (!) asszisztot osztott ki. Az 1995–1996-os idény volt élete legjobb idénye az NHL-ben: 62 gólt ütött és 87 asszisztot jegyzett ami összesen 149 pont így NHL rekordot állított fel, mint jobb szélső. A következő idényben csak 63 mérkőzésen lépett jégre de majdnem elérte a bűvös 50 gólos és 100 pontos határt. 1997–1998-ban ismét begyűjtötte az Art Rosst valamint ismét MVP-nek jelölték. Ebben az évben olimpiai bajnok lett Naganóban a cseh hokiválogatottal. 1998–2001 között ő volt a Penguins csapatkapitánya. A pontkirályi címet egymás után négyszer nyerte el és mindig jelölték MVP-nek de ezt többé már nem kapta meg. Viszont a játékosok 1999-ben és 2000-ben is megválasztották MVP-nek. 2001-ben hét évre szóló 77 millió $-os szerződést írt alá a Washington Capitalsszal. Ebben a csapatban csak három évig maradt. A csapat gyengén szerepelt és Jágr sem volt már a régi így a 2003–2004-es szezon közben egy kompromisszumokkal teli átigazolással átkerült a New York Rangersbe. A 2004–2005-ös NHL szezon elmaradt a bérvita miatt így hazájában és az orosz ligában játszott ez idő alatt. A bérvita után ismét a régi önmaga volt: 82 mérkőzésen 54 gól és 123 pont. Csak egy hajszállal maradt le a pontkirályi címről és ismét jelölték MVP-nek valamint a játékosok szavazati alapján ő lett az MVP. A következő szezonban is jól játszott és 96 pontot szerzett. Ám a Rangers csak a második körig jutott a rájátszásban. Az utolsó Rangerses szezonjában már csak 71 pontot szerzett és a csapat ismét csak a második körig jutott a rájátszásban. Jágr ezután szabadügynöki státuszba került először a karrierje során. Így elfogadott egy szerződést az orosz Avangard Omszk csapatától ami 2011-ig tartott.

## Nemzetközi karrier
A 2015-ös jégkorong-világbajnokság legjobb játékosának (MVP) választották meg. A cseh válogatott a 4. lett. A világbajnokság után bejelentette visszavonulását a válogatottól.

## Karrier statisztika

### Klubcsapat
| 1984–1985                               | HC Kladno Jr.                           | Csehszlovák Jr.                         | 34   | 24  | 17   | 41   | —    | —   | —  | —   | —   | —   |
| 1985–1986                               | HC Kladno Jr.                           | Csehszlovák Jr.                         | 36   | 41  | 29   | 70   | —    | —   | —  | —   | —   | —   |
| 1986–1987                               | HC Kladno Jr.                           | Csehszlovák Jr.                         | 30   | 35  | 35   | 70   | —    | —   | —  | —   | —   | —   |
| 1987–1988                               | HC Kladno Jr.                           | Csehszlovák Jr.                         | 35   | 57  | 27   | 84   | —    | —   | —  | —   | —   | —   |
| 1988–1989                               | HC Kladno                               | Csehszlovák                             | 29   | 3   | 3    | 6    | 4    | 10  | 5  | 7   | 12  | 0   |
| 1989–1990                               | HC Kladno                               | Csehszlovák                             | 42   | 22  | 28   | 50   | —    | 9   | 8  | 2   | 10  | —   |
| 1990–1991                               | Pittsburgh Penguins                     | NHL                                     | 80   | 27  | 30   | 57   | 42   | 24  | 3  | 10  | 13  | 6   |
| 1991–1992                               | Pittsburgh Penguins                     | NHL                                     | 70   | 32  | 37   | 69   | 34   | 21  | 11 | 13  | 24  | 6   |
| 1992–1993                               | Pittsburgh Penguins                     | NHL                                     | 81   | 34  | 60   | 94   | 61   | 12  | 5  | 4   | 9   | 23  |
| 1993–1994                               | Pittsburgh Penguins                     | NHL                                     | 80   | 32  | 67   | 99   | 61   | 6   | 2  | 4   | 6   | 16  |
| 1994–1995                               | HC Kladno                               | Cseh Extraliga                          | 11   | 8   | 14   | 22   | 10   | —   | —  | —   | —   | —   |
| 1994–1995                               | HC Bolzano                              | Hat Nemzet Torna                        | 5    | 8   | 8    | 16   | 4    | —   | —  | —   | —   | —   |
| 1994–1995                               | HC Bolzano                              | Serie A                                 | 1    | 0   | 0    | 0    | 0    | —   | —  | —   | —   | —   |
| 1994–1995                               | Schalker Haie                           | Bundesliga 2                            | 1    | 1   | 10   | 11   | 0    | —   | —  | —   | —   | —   |
| 1994–1995                               | Pittsburgh Penguins                     | NHL                                     | 48   | 32  | 38   | 70   | 37   | 12  | 10 | 5   | 15  | 6   |
| 1995–1996                               | Pittsburgh Penguins                     | NHL                                     | 82   | 62  | 87   | 149  | 96   | 18  | 11 | 12  | 23  | 18  |
| 1996–1997                               | Pittsburgh Penguins                     | NHL                                     | 63   | 47  | 48   | 95   | 40   | 5   | 4  | 4   | 8   | 4   |
| 1997–1998                               | Pittsburgh Penguins                     | NHL                                     | 77   | 35  | 67   | 102  | 64   | 6   | 4  | 5   | 9   | 2   |
| 1998–1999                               | Pittsburgh Penguins                     | NHL                                     | 81   | 44  | 83   | 127  | 66   | 9   | 5  | 7   | 12  | 16  |
| 1999–2000                               | Pittsburgh Penguins                     | NHL                                     | 63   | 42  | 54   | 96   | 50   | 11  | 8  | 8   | 16  | 6   |
| 2000–2001                               | Pittsburgh Penguins                     | NHL                                     | 81   | 52  | 69   | 121  | 42   | 16  | 2  | 10  | 12  | 18  |
| 2001–2002                               | Washington Capitals                     | NHL                                     | 69   | 31  | 48   | 79   | 30   | —   | —  | —   | —   | —   |
| 2002–2003                               | Washington Capitals                     | NHL                                     | 75   | 36  | 41   | 77   | 38   | 6   | 2  | 5   | 7   | 2   |
| 2003–2004                               | Washington Capitals                     | NHL                                     | 46   | 16  | 29   | 45   | 26   | —   | —  | —   | —   | —   |
| 2003–2004                               | New York Rangers                        | NHL                                     | 31   | 15  | 14   | 29   | 12   | —   | —  | —   | —   | —   |
| 2004–2005                               | HC Kladno                               | Cseh Extraliga                          | 17   | 11  | 17   | 28   | 16   | —   | —  | —   | —   | —   |
| 2004–2005                               | Avangard Omszk                          | RSL                                     | 32   | 16  | 22   | 38   | 63   | 11  | 4  | 10  | 14  | 22  |
| 2005–2006                               | New York Rangers                        | NHL                                     | 82   | 54  | 69   | 123  | 72   | 3   | 0  | 1   | 1   | 2   |
| 2006–2007                               | New York Rangers                        | NHL                                     | 82   | 30  | 66   | 96   | 78   | 10  | 5  | 6   | 11  | 12  |
| 2007–2008                               | New York Rangers                        | NHL                                     | 82   | 25  | 46   | 71   | 58   | 10  | 5  | 10  | 15  | 12  |
| 2008–2009                               | Avangard Omszk                          | KHL                                     | 55   | 25  | 28   | 53   | 62   | 9   | 4  | 5   | 9   | 4   |
| 2009–2010                               | Avangard Omszk                          | KHL                                     | 51   | 22  | 20   | 42   | 50   | 3   | 1  | 1   | 2   | 0   |
| 2010–2011                               | Avangard Omszk                          | KHL                                     | 49   | 19  | 31   | 50   | 48   | 14  | 2  | 7   | 9   | 8   |
| 2011–2012                               | Philadelphia Flyers                     | NHL                                     | 73   | 19  | 35   | 54   | 30   | 11  | 1  | 7   | 8   | 2   |
| 2012–2013                               | HC Kladno                               | Cseh Extraliga                          | 34   | 24  | 33   | 57   | 28   | —   | —  | —   | —   | —   |
| 2012–2013                               | Dallas Stars                            | NHL                                     | 34   | 14  | 12   | 26   | 20   | —   | —  | —   | —   | —   |
| 2012–2013                               | Boston Bruins                           | NHL                                     | 11   | 2   | 7    | 9    | 2    | 22  | 0  | 10  | 10  | 8   |
| 2013–2014                               | New Jersey Devils                       | NHL                                     | 82   | 24  | 43   | 67   | 46   | —   | —  | —   | —   | —   |
| 2014–2015                               | New Jersey Devils                       | NHL                                     | 57   | 11  | 18   | 29   | 42   | —   | —  | —   | —   | —   |
| 2014–2015                               | Florida Panthers                        | NHL                                     | 20   | 6   | 12   | 18   | 6    | —   | —  | —   | —   | —   |
| 2015–2016                               | Florida Panthers                        | NHL                                     | 79   | 27  | 39   | 66   | 48   | 6   | 0  | 2   | 2   | 4   |
| 2016–2017                               | Florida Panthers                        | NHL                                     | 82   | 16  | 30   | 46   | 56   | —   | —  | —   | —   | —   |
| 2017–2018                               | Calgary Flames                          | NHL                                     |      |     |      |      |      |     |    |     |     |     |
| Csehszlovák Jr. (4 szezon)              | Csehszlovák Jr. (4 szezon)              | Csehszlovák Jr. (4 szezon)              | 135  | 157 | 108  | 265  | —    | —   | —  | —   | —   | —   |
| Cseh/Csehszlovák összesített (5 szezon) | Cseh/Csehszlovák összesített (5 szezon) | Cseh/Csehszlovák összesített (5 szezon) | 133  | 68  | 95   | 163  | 50   | 19  | 13 | 9   | 22  | N/A |
| RSL/KHL összesített (4 szezon)          | RSL/KHL összesített (4 szezon)          | RSL/KHL összesített (4 szezon)          | 187  | 82  | 102  | 184  | 223  | 37  | 11 | 30  | 41  | 34  |
| NHL összesített (21 szezon)             | NHL összesített (21 szezon)             | NHL összesített (21 szezon)             | 1711 | 765 | 1149 | 1914 | 1157 | 208 | 78 | 123 | 201 | 163 |

### Válogatott
| Év                  | Csapat              | Esemény                 | Eredmény            |     | MSz | G  | A  | P  | B |
| ------------------- | ------------------- | ----------------------- | ------------------- | --- | --- | -- | -- | -- | - |
| 1989                | Csehszlovákia       | U18-as Európa-bajnokság | Ezüstérem           | 5   | 8   | 4  | 12 | 2  |   |
| 1990                | Csehszlovákia       | U20-as világbajnokság   | Bronzérem           | 7   | 5   | 13 | 18 | 6  |   |
| 1990                | Csehszlovákia       | Világbajnokság          | Bronzérem           | 10  | 3   | 2  | 5  | 2  |   |
| 1991                | Csehszlovákia       | Kanada-kupa             | 6. hely             | 5   | 1   | 0  | 1  | 0  |   |
| 1994                | Csehország          | Világbajnokság          | 7. hely             | 3   | 0   | 2  | 2  | 2  |   |
| 1996                | Csehország          | Világkupa               | 8. hely             | 3   | 1   | 0  | 1  | 2  |   |
| 1998                | Csehország          | Olimpia                 | Aranyérem           | 6   | 1   | 4  | 5  | 2  |   |
| 2002                | Csehország          | Olimpia                 | 7. hely             | 4   | 2   | 3  | 5  | 4  |   |
| 2002                | Csehország          | Világbajnokság          | 5. hely             | 7   | 4   | 4  | 8  | 2  |   |
| 2004                | Csehország          | Világbajnokság          | 5. hely             | 7   | 5   | 4  | 9  | 6  |   |
| 2004                | Csehország          | Világkupa               | Bronzérem           | 5   | 1   | 1  | 2  | 2  |   |
| 2005                | Csehország          | Világbajnokság          | Aranyérem           | 8   | 2   | 7  | 9  | 2  |   |
| 2006                | Csehország          | Olimpia                 | Bronzérem           | 8   | 2   | 5  | 7  | 6  |   |
| 2009                | Csehország          | Világbajnokság          | 6. hely             | 7   | 3   | 6  | 9  | 0  |   |
| 2010                | Csehország          | Olimpia                 | 7. hely             | 5   | 2   | 1  | 3  | 6  |   |
| 2010                | Csehország          | Világbajnokság          | Aranyérem           | 9   | 3   | 4  | 7  | 12 |   |
| 2011                | Csehország          | Világbajnokság          | Bronzérem           | 9   | 5   | 4  | 9  | 4  |   |
| 2014                | Csehország          | Olimpia                 | 6. hely             | 5   | 2   | 1  | 3  | 2  |   |
| 2014                | Csehország          | Világbajnokság          | 4. hely             | 10  | 4   | 4  | 8  | 12 |   |
| 2015                | Csehország          | Világbajnokság          | 4. hely             | 10  | 6   | 3  | 9  | 8  |   |
| Junior összesített  | Junior összesített  | Junior összesített      | Junior összesített  | 12  | 13  | 17 | 30 | 8  |   |
| Felnőtt összesített | Felnőtt összesített | Felnőtt összesített     | Felnőtt összesített | 121 | 47  | 55 | 92 | 74 |   |

## Sikerei, díjai

### NHL
- Stanley-kupa: 1991, 1992
- Hart-emlékkupa: 1999 (nevezték: 1995, 1998, 2000, 2001, 2006)
- Art Ross-trófea: 1995, 1998, 1999, 2000, 2001
- Lester B. Pearson-díj: 1999, 2000, 2006 (2010 óta Ted Lindsay-díj a neve)
- NHL All-Star Gála: 1992, 1993, 1996, 1998, 1999, 2000, 2002, 2003, 2004, 2016
- NHL Első All-Star Csapat: 1995, 1996, 1998, 1999, 2000, 2001, 2006
- NHL Második All-Star Csapat: 1997
- NHL All-Rookie Csapat: 1991

### Nemzetközi
- Olimpiai aranyérmes: 1998
- Olimpiai bronzérmes: 2006
- Világbajnoki bronzérmes: 1990, 2011
- Világbajnoki aranyérmes: 2005, 2010